# Ногосеково
Ногосеково — деревня в Кольчугинском районе Владимирской области России, входит в состав Есиплевского сельского поселения.

## География
Деревня расположена в 12 км на восток от центра поселения села Есиплево и в 24 км на восток от райцентра города Кольчугино.

## История
В XIX — начале XX века деревня входила в состав Спасской волости Юрьевского уезда, с 1925 года — в составе Калининской волости Юрьев-Польского уезда Иваново-Вознесенской губернии. В 1859 году в деревне числилось 23 двора, в 1905 году — 37 дворов.
С 1929 года деревня являлась центром Ногосековского сельсовета Кольчугинского района, с 1940 года — в составе Новобусинского сельсовета, с 2005 года — в составе Есиплевского сельского поселения.

## Население
| 1859 | 1905 | 2002 | 2010 | 2021 |
| ---- | ---- | ---- | ---- | ---- |
| 197  | ↗209 | ↘2   | ↘1   | ↗3   |